# Kettler

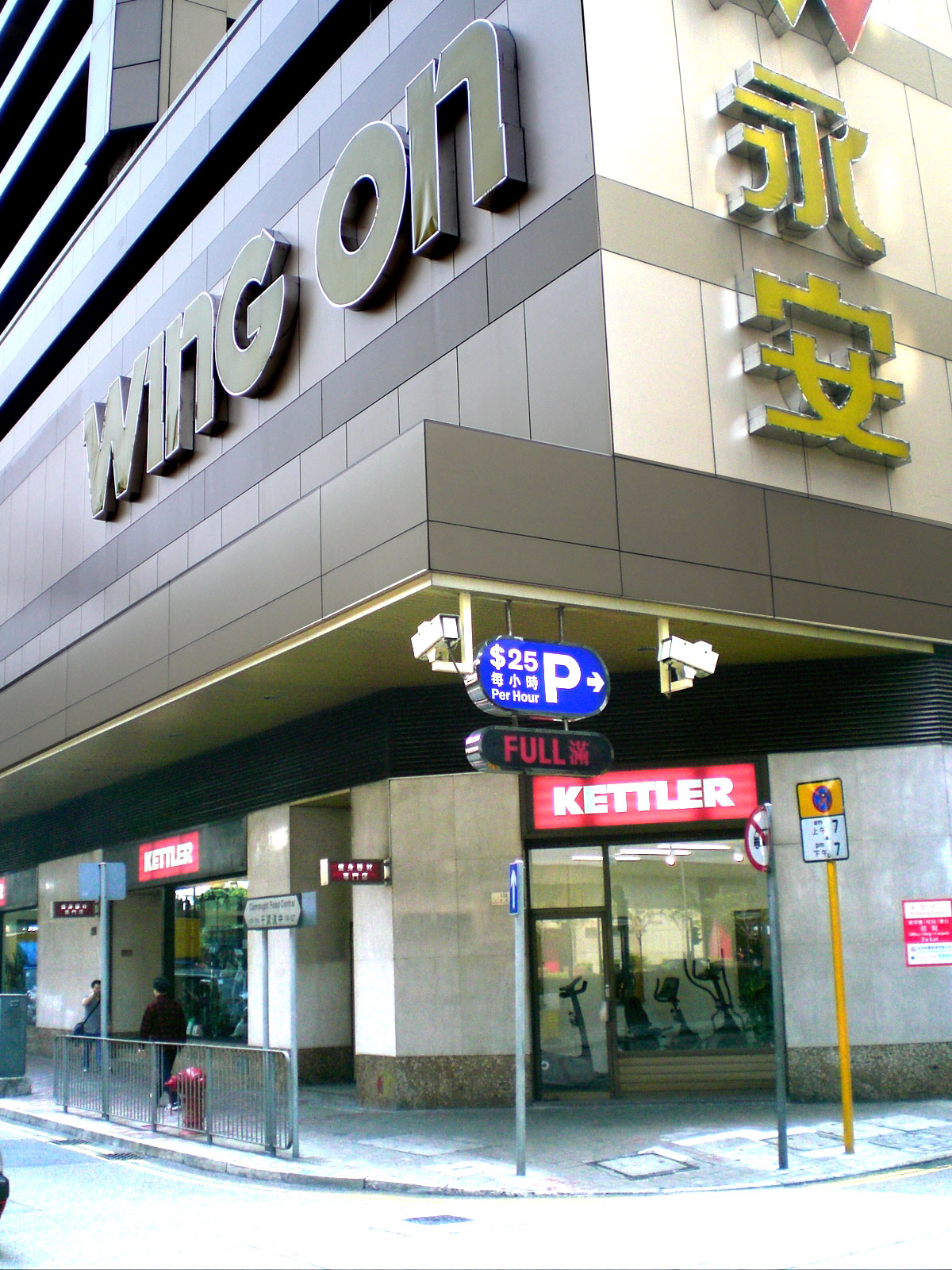
Kettler, Hong Kong

Heinz Kettler GmbH & Co. KG (zkráceně Kettler) je německá společnost vyrábějící široký sortiment výrobků pro volný čas (vybavení pro fitness, zahradní nábytek, jízdní kola, stolní tenis, dětský svět).
Malá firma založená Heinzem Kettlerem v roce 1949 v jeho rodné vsi Ense-Parsit na rozhraní průmyslové oblasti Ruhr a malebného Sauerlandu v Německu vyrostla ve skupinu společností světové pověsti. Dnes zaměstnává více než 1 700 zaměstnanců v Německu, Evropě a USA, má obchodní partnery ve více než 60 zemích světa na všech pěti kontinentech a výrobní sortiment zahrnující 6 000 různých výrobků. 
Kettler je leadrem na trhu kvalitního zahradního nábytku, posilovacích strojů a vybavení pro fitness. Společnost dále vyrábí jízdní kola, solária, výbavy pro stolní tenis, dětský nábytek, kočárky a další potřeby pro děti. Součástí holdingu je také společnost MWH vyrábějící zahradní nábytek značek Royal Garden či Herlag.

## Historie
Oficiálně byla historie podniku, která bývá označována jako „příklad německého hospodářského zázraku“, odstartována panem Heinzem Kettlerem 15. ledna 1949. Se šesti zaměstnanci začal v Parsitu (u Dortmundu) pod logem „Ketpa“ (Kettler, Parsit) vyrábět hliníkové zboží – nádobí a dortové podnosy, a úspěšně je prodávat na tuzemském i zahraničním trhu.
V roce 1952 firma Kettler výrobu těchto domácích potřeb ukončila, byla zahájena výroba potřeb pro kempování. Kempinkové sklápěcí křeslo Piccolo (1951) významně vstoupilo do historie firmy. Kettler pokrýval trh kempinkových výrobků jako byly: lihové vařiče, stolky, kovové konstrukce stanů atd. Úspěch firmy byl podpořen tím, že pro výrobu kempinkových předmětů používala ocel a hliník.
Když kempinková vlna opadla, rozšířil Kettler své kapacity a vyráběl zahradní nábytek. V následujících desetiletích se Kettler nechal vést novým vývojem, trendy a použitím nejrůznějších surovin, jako jsou kov, dřevo a především plast. Designový, snadno se udržující, spolehlivý a proti vlivům počasí odolný zahradní nábytek v módních barvách nabízí v interiéru i pod širým nebem vysoký komfort.
Výrobkem firmy Kettler se stala také dětská motokára. Ta první vyšla z výroby v roce 1960. Podle amerického vzoru nechal Heinz Kettler vyrobit dětské vozidlo bez karoserie, pohybující se pomocí řetězového pohonu. Motokára Kettcar byla současně předehrou pro pozdější venkovní dětské výrobky v rámci sortimentu nazvaného "Dětský svět".
Sportovní sortiment veslovacích strojů, běžeckých pásů, domácích trenažérů a ergometrů, zavedený v roce 1970, se stal v následujících desetiletích důležitým a nosným sortimentem firmy, do sortimentu patří i hliníkova desku k tenisovým stolům, která byla obchodně velmi úspěšná.
V roce 1977 firma vyrobila první jízdní kolo z hliníku. V 80. letech byl Kettler prodejcem horských kol v Německu. Již v roce 1977 byla ve firmě Kettler instalována svařovací linka a začalo se s výrobou trubek, jejich roční produkce vzrostla na 22 miliónů metrů. Firma vyrábí trubky i pro zpracovatelský průmysl.

## Zastoupení v ČR
V České republice společnost Kettler exkluzivně zastupuje a její produkty distribuuje společnost LIFEsport s prodejnou v Praze 6 – Ruzyni.